# Trypanosoma mukundi
Trypanosoma mukundi – kinetoplastyd z rodziny świdrowców należący do królestwa protista. Pasożytuje w osoczu krwi ryb.
T. mukundi jest gatunkiem polimorficznym występującym w 3 formach: małej, średniej i dużej.